# Llau dels Graus
La llau dels Graus és un barranc de l'antic terme de Toralla i Serradell, pertanyent actualment al de Conca de Dalt, en terres del poble de Rivert. Pertany a la comarca del Pallars Jussà.
Es forma a 1.429,5 m. alt., al nord-est de l'Obaga de la Comella, al sud-oest del Turó dels Graus, i el primer tram, cap al sud, el discorre de forma paral·lela a aquesta obaga. Passa entre los Graus, al nord-est i l'Obac del Conill, al sud-oest, seguint la direcció sud-est. Passa a ponent de la Solana de les Coves i pel Forat dels Trullolets, després del qual s'aboca en el barranc dels Escarruixos a ponent de la Solana de les Coves.